# العلاقات البلغارية الكرواتية
العلاقات البلغارية الكرواتية هي العلاقات الثنائية التي تجمع بين بلغاريا وكرواتيا.

## مقارنة بين البلدين
هذه مقارنة عامة ومرجعية للدولتين:
| وجه المقارنة                                              | بلغاريا                                                                             | كرواتيا                                                  |
| --------------------------------------------------------- | ----------------------------------------------------------------------------------- | -------------------------------------------------------- |
| المساحة (كم2)                                             | 110.99 ألف                                                                          | 56.59 ألف                                                |
| عدد السكان (نسمة)                                         | 7.08 مليون                                                                          | 4.11 مليون                                               |
| الكثافة السكانية (ن./كم²)                                 | 63.79                                                                               | 72.63                                                    |
| العاصمة                                                   | صوفيا                                                                               | زغرب                                                     |
| اللغة الرسمية                                             | اللغة البلغارية                                                                     | اللغة الكرواتية                                          |
| العملة                                                    | ليف بلغاري                                                                          | كونا كرواتية                                             |
| الناتج المحلي الإجمالي (بليون دولار)                      | 56.83 مليار                                                                         | 54.85 مليار                                              |
| الناتج المحلي الإجمالي (تعادل القوة الشرائية) بليون دولار | 130.99 مليار                                                                        | 94.64 مليار                                              |
| الناتج المحلي الإجمالي الاسمي للفرد دولار أمريكي          | 8.03 ألف                                                                            | 11.54 ألف                                                |
| الناتج المحلي الإجمالي للفرد دولار أمريكي                 | 17.21 ألف                                                                           | 21.64 ألف                                                |
| مؤشر التنمية البشرية                                      | 0.782                                                                               | 0.818                                                    |
| رمز المكالمات الدولي                                      | +359                                                                                | +385                                                     |
| رمز الإنترنت                                              | .bg، .бг ‏                                                                           | .hr                                                      |
| المنطقة الزمنية                                           | ت ع م+02:00، ت ع م+03:00، أوروبا/صوفيا ‏، توقيت شرق أوروبا، توقيت شرق أوروبا الصيفي ‏ | توقيت وسط أوروبا، ت ع م+01:00، ت ع م+02:00، أوروبا/زغرب ‏ |

## مدن متوأمة
في ما يلي قائمة باتفاقيات التوأمة بين مدن بلغارية وكرواتية:
- ترتبط غابروفو مع سيساك باتفاقية توأمة منذ 14 مايو 2010.[18][19][18][19]
- ترتبط Veliko Tarnovo Municipality [الإنجليزية]‏ مع زادار باتفاقية توأمة منذ 7 يونيو 1997.[20][20][20][20]
- ترتبط صوفيا مع كارلوفاتش باتفاقية توأمة منذ 2000.
- ترتبط فيليكو ترنوفو مع زادار باتفاقية توأمة منذ 30 سبتمبر 2008.[21][22][23][24]
- ترتبط برنيك مع سبليت باتفاقية توأمة منذ 1 أكتوبر 2004.[25][26][27][28]
- ترتبط روسه مع تروغير باتفاقية توأمة منذ 2010.[29][29][29]

## منظمات دولية مشتركة
يشترك البلدان في عضوية مجموعة من المنظمات الدولية، منها:
| علم المنظمة | اسم المنظمة                               | تاريخ انضمام بلغاريا | تاريخ انضمام كرواتيا |
| ----------- | ----------------------------------------- | -------------------- | -------------------- |
|             | الاتحاد الأوروبي                          | 2007                 | 1 يوليو 2013         |
|             | وكالة ضمان الاستثمار متعدد الأطراف        | 23 سبتمبر 1992       | 19 مارس 1993         |
|             | الأمم المتحدة                             | 14 ديسمبر 1955       | 22 مايو 1992         |
|             | الفريق المعني برصد الأرض                  | ?                    | ?                    |
|             | مركز تنسيق الحركة في أوروبا ‏              | ?                    | ?                    |
|             | منظمة حظر الأسلحة الكيميائية              | ?                    | ?                    |
|             | منظمة التجارة العالمية                    | 1 ديسمبر 1996        | ?                    |
|             | منظمة الشرطة الجنائية الدولية             | ?                    | ?                    |
|             | منظمة الأمن والتعاون في أوروبا            | 25 يونيو 1973        | 24 مارس 1992         |
|             | حلف شمال الأطلسي                          | 29 مارس 2004         | 1 أبريل 2009         |
|             | يونسكو                                    | 17 مايو 1956         | 1 يونيو 1992         |
|             | مجلس أوروبا                               | 7 مايو 1992          | ?                    |
|             | الاتحاد البريدي العالمي                   | ?                    | ?                    |
|             | البنك الدولي للإنشاء والتعمير             | 25 سبتمبر 1990       | 25 فبراير 1993       |
|             | اتفاقية السماوات المفتوحة                 | ?                    | ?                    |
|             | الاتحاد الدولي للاتصالات                  | 18 سبتمبر 1880       | 3 يونيو 1992         |
|             | مؤسسة التمويل الدولية                     | 22 يوليو 1991        | 25 فبراير 1993       |
|             | المنظمة الأوروبية لسلامة الملاحة الجوية   | 1997                 | 1997                 |
|             | المركز الدولي لتسوية المنازعات الاستشارية | 13 مايو 2001         | 22 أكتوبر 1998       |
|             | مجموعة أستراليا                           | 2001                 | 2007                 |
|             | مجموعة الموردين النوويين                  | ?                    | ?                    |

## وصلات خارجية
- موقع وزارة الخارجية البلغارية
- موقع وزارة الخارجية الكرواتية